# Villanueva (kommun i Colombia, Casanare, lat 4,48, long -72,82)
Villanueva är en kommun i Colombia.   Den ligger i departementet Casanare, i den centrala delen av landet, 140 km öster om huvudstaden Bogotá. Antalet invånare är 21 806.